# موتور حسين اخلاص بور (أرزوئية)
موتور حسین اخلاص بور (بالإنجليزية: Mowtowr-e Hoseyn Akhlas Pur)‏ هي منطقة سكنية تقع في إيران في Arzuiyeh Rural District. يقدر عدد سكانها بـ 79 نسمة .